# Barbâtre
Barbâtre település Franciaországban, Vendée megyében, a Noirmoutier-szigeten. Lakosainak száma 1790 fő (2022. január 1.). Barbâtre La Guérinière községgel határos.

## Népesség
A település népességének változása:
| Lakosok száma | 1792 | 1780 | 1801 | 1724 | 1725 | 1723 | 1721 | 1755 | 1790 |
|               | 2013 | 2015 | 2016 | 2017 | 2018 | 2019 | 2020 | 2021 | 2022 |